# Riu Khan
El riu Khan o Kan és un riu de la regió de Malwa, a Madhya Pradesh que neix a 22° 36′ N, 75° 55′ E / 22.600°N,75.917°E a la part nord de les muntanyes Vindhya a uns 12 km de Mhow. Corre en direcció nord per terres fèrtils fins que se li uneix el riu Sarawasti, i llavors agafa direcció nord-est durant uns 30 km després dels quals desaigua al Sipra.